# Bocra ephedrina
Bocra ephedrina är en insektsart som beskrevs av Alexander Fyodorovich Emeljanov 1999. Bocra ephedrina ingår i släktet Bocra och familjen Caliscelidae. Inga underarter finns listade i Catalogue of Life.